# Lenka Wienerová
Lenka Wienerová (* 23. April 1988 in Košice, Tschechoslowakei) ist eine ehemalige slowakische Tennisspielerin.

## Karriere
Wienerová, die bevorzugt auf Sandplätzen spielte, begann im Alter von sieben Jahren mit dem Tennis.
Sie gewann während ihrer Karriere zehn Einzel- und elf Doppeltitel des ITF Women’s Circuits. Auf der WTA Tour spielte sie erstmals im Hauptfeld beim Hansol Korea Open 2008. Sie verlor in der ersten Runde gegen Marija Kirilenko mit 2:6 und 0:6.
2009 spielte sie für die slowakische Fed-Cup-Mannschaft eine Partie, die sie gewann.
In der deutschen Tennis-Bundesliga spielte Lenka Wienerová 2011, 2012 und 2013 für den TC Augsburg, 2014 und 2015 für den DTV Hannover in der 2. Liga.

## Turniersiege

### Einzel
| Nr. | Datum            | Turnier      | Kategorie   | Belag | Finalgegnerin        | Ergebnis       |
| --- | ---------------- | ------------ | ----------- | ----- | -------------------- | -------------- |
| 1.  | April 2006       | Bol          | ITF $10.000 | Sand  | Dijana Stojić        | 6:2, 6:0       |
| 2.  | Juni 2007        | Staré Splavy | ITF $10.000 | Sand  | Kristina Steinert    | 6:4, 6:2       |
| 3.  | Juni 2007        | Alkmaar      | ITF $10.000 | Sand  | Olga Brózda          | 6:3, 4:6, 6:4  |
| 4.  | August 2007      | Koksijde     | ITF $10.000 | Sand  | Claire de Gubernatis | 6:1, 6:4       |
| 5.  | August 2008      | Palić        | ITF $50.000 | Sand  | Katalin Marosi       | 7:5, 7:66      |
| 6.  | August 2008      | Katovice     | ITF $25.000 | Sand  | Anastasija Sevastova | 6:3, 6:2       |
| 7.  | September 2008   | Russe        | ITF $25.000 | Sand  | Xenija Perwak        | 6:4, 6:4       |
| 8.  | Juli 2009        | Ystad        | ITF $25.000 | Sand  | Melanie Klaffner     | 6:1, 7:63      |
| 9.  | Juni 2010        | Kristinehamn | ITF $25.000 | Sand  | Jacqueline Cako      | 6:2, 3:6, 7:62 |
| 10. | 23. Februar 2014 | Antalya      | ITF $10.000 | Sand  | Zhu Lin              | 5:7, 6:4, 6:4  |

### Doppel
| Nr. | Datum           | Turnier              | Kategorie   | Belag     | Partnerin            | Finalgegnerinnen                       | Ergebnis         |
| --- | --------------- | -------------------- | ----------- | --------- | -------------------- | -------------------------------------- | ---------------- |
| 1.  | September 2005  | Ciampino             | ITF $10.000 | Sand      | Lenka Broošová       | Raffaella Bindi Annalisa Bona          | 6:4, 6:4         |
| 2.  | August 2008     | Katowice             | ITF $25.000 | Sand      | Anastasija Sevastova | Karolina Kosińska Aleksandra Rosolska  | 5:7, 6:3, [10:3] |
| 3.  | Juni 2010       | Budapest             | ITF $25.000 | Sand      | Teodora Mirčić       | Anna Livadaru Florencia Molinero       | 6:0, 6:2         |
| 4.  | April 2011      | Dothan               | ITF $50.000 | Sand      | Walerija Solowjowa   | Heidi El Tabakh Alison Riske           | 6:3, 6:4         |
| 5.  | Mai 2011        | Indian Harbour Beach | ITF $50.000 | Sand      | Aljona Sotnykowa     | Christina Fusano Alexa Glatch          | 6:4, 6:3         |
| 6.  | Juli 2011       | Zwevegem             | ITF $25.000 | Sand      | Maryna Zanevska      | Kim Kilsdonk Nicolette van Uitert      | 6:4, 3:6, 6:4    |
| 7.  | März 2012       | Poza Rica            | ITF $25.000 | Hartplatz | Jana Čepelová        | Maria Elena Camerin Marija Korytzewa   | 7:5, 2:6, [10:3] |
| 8.  | Juni 2012       | Craiova              | ITF $50.000 | Sand      | Renata Voráčová      | Paula Kania Irina Chromatschowa        | 2:6, 6:3, [10:6] |
| 9.  | Juli 2012       | Wrexham              | ITF $25.000 | Hartplatz | Nicole Rottmann      | Yuka Higuchi Hirono Watanabe           | 6:1, 6:1         |
| 10. | 18. Januar 2015 | Antalya              | ITF $10.000 | Hartplatz | Anne Schäfer         | Audrey Albié Alice Bacquié             | 6:4, 6:4         |
| 11. | 1. März 2015    | Antalya              | ITF $10.000 | Sand      | Melis Sezer          | Polina Novoselova Iryna Schymanowitsch | 6:2, 6:2         |